# Leo I. von Galizien
Leo I. von Galizien, genannt Lew (Lev) Danilowitsch (ukrainisch: Лев Данилович) (* um 1228, † um 1301) war ein rurikidischer Fürst. Er stammte aus dem Fürstenhaus der Rurikiden, war von 1245 bis 1264 Fürst von Bels, folgte 1264 als Fürst von Halytsch-Wolodymyr und Fürst von Przemyśl, 1269 als 3. König von Halytsch-Wolodymyr und war von 1271 bis 1301 auch Großfürst von Kiew. Er war erfolgreich bemüht, durch seine Heiratspolitik und durch Kooperation mit den Mongolen der Goldenen Horde seine Herrschaft abzusichern und durch militärische Eroberungen zu erweitern, wodurch unter seiner Regierung das historische Königreich Galizien seinen größten Umfang erreichte. Sein Name lebt im Namen der nach ihm benannten Stadt Lwiw (von Lew, Lew = Leo) in der Ukraine, d. h. der unter der altösterreichischen Bezeichnung „Lemberg“ bekannten Stadt, fort.

## Herkunft
Leo I. stammte aus dem russischen Fürstengeschlecht der Rurikiden, der Dynastie, die das europäische Rus – aufgespalten in zahlreiche Teilfürstentümer – vom 10. bis zum 16. Jahrhundert mit Schwerpunkten in Nowgorod und Kiew regierte.
Der Zweig der Rurikiden, dem Leo I. entstammt, geht auf Wladimir Wsewolodowitsch Monomach zurück, der von 1113 bis 1125 als Großfürst von Kiew regierte.
Leos Großvater Roman Mstislawitsch „der Große“ war in den Jahren 1167–1169 Fürst von Weliki Nowgorod, ab 1170 Fürst von Wolodymyr, ab 1188 Fürst von Galizien und ab 1200/01 Großfürst von Kiew. Er fiel am 19. Juni 1205. Roman Mstislawitsch war der Gründer des vereinigten Fürstentums Galizien-Wolhynien.
Leos Vater Daniel Romanowitsch von Galizien (* 1201, † 1264) gilt neben Alexander Newski als der bedeutendste Fürst der Kiewer Rus in der Frühzeit der Herrschaft der Goldenen Horde der Mongolen. Er war seit 1211/12 Fürst von Galizien, von 1205 bis 1243 Fürst von Lodomerien, ab 1221 Fürst von Wladimir-Wolhynsk und von 1231 bis 1240 Großfürst von Kiew. Er unterstellte seine Landeskirche dem Heiligen Stuhl und wurde im Auftrag von Papst Innozenz IV. 1253 von einem Legaten zum ersten König von Galizien gekrönt und regierte als solcher von 1253 bis 1264.

Die russischen Fürstentümer um 1237, das Reich Leos lag ganz im Südwesten

Leos Mutter, Anna Mstislawna Prinzessin von Nowgorod († vor 1252), stammte gleichfalls aus dem Haus der Rurikiden. Sie war eine Tochter von Mstislaw Mstislawitsch dem Kühnen (* vor 1176, † 1228) der von 1206 bis 1218 Fürst von Nowgorod und – mit Unterbrechungen – von 1218 bis 1227 Fürst von Galizien war. Dessen Ehefrau war eine Tochter des Khans Kotjan des Turkvolks der Kiptschaken, die 1203 Kiew geplündert hatten.
Nach dem Ableben seiner ersten Frau heiratete König Daniel Romanowitsch in zweiter Ehe vor 1253 eine Schwester des litauischen Prinzen Towtiwil, der 1263 als Fürst von Polotsk starb.
Von seinen Geschwistern ist sein Bruder, Roman Danilowitsch von Galizien Fürst von Slonim und Nowogrodek († nach 1260) von Interesse, da er 1252 in erster Ehe Gertrud von Österreich, die bereits zweimal verwitwete Titularherzogin von Österreich und der Steiermark (* um 1228; † 24. April 1299) heiratete. Sie war eine Tochter von Herzog Heinrich dem Grausamen von Österreich und die letzte überlebende Erbin ihres Hauses, wodurch Roman Danilowitsch 1252 Ansprüche auf das Herzogtum Österreich erheben konnte. Angesichts der Erfolglosigkeit seiner Bemühungen verzichtete er nicht nur auf seine territorialen Ansprüche, sondern auch auf seine Ehefrau Gertrud, von der er sich 1253 trennte.

## Leben

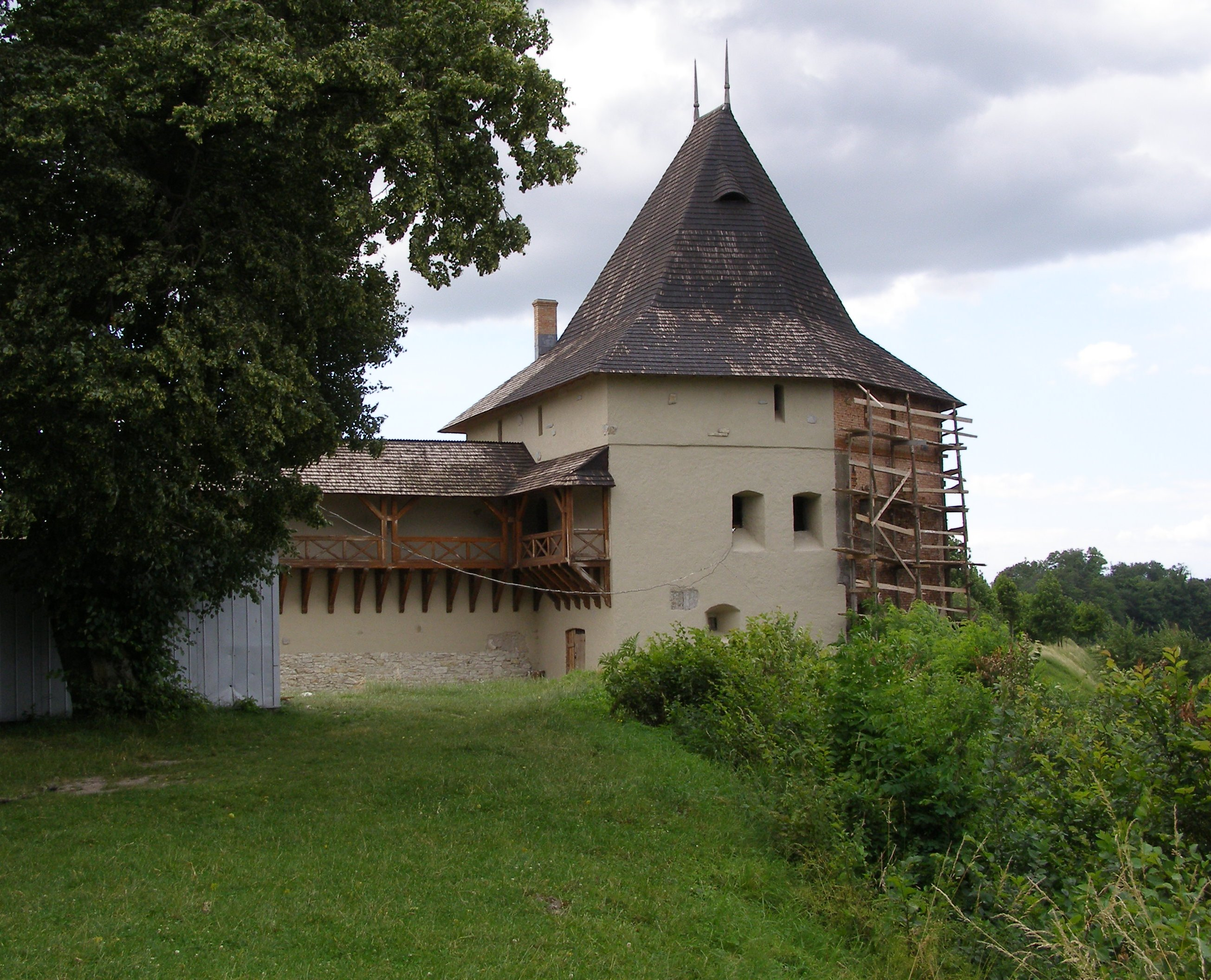
Burg Halitsch

### Jugend
Leo I. war der älteste Sohn seiner Eltern und wuchs in der Hauptstadt des Königreiches seines Vaters, in Halytsch auf. Die damalige Hauptstadt des Königreiches Galizien ist heute eine Kleinstadt am Ufer des Flusses Dnjestr in der Westukraine mit rund 6.000 Einwohnern, die etwa 26 Kilometer in nordöstlicher Richtung vom Oblastzentrum (etwa Provinzhauptstadt) Iwano-Frankiwsk entfernt ist. Die Residenz der Fürsten von Halitsch-Wolhynien befand sich in der Burg Halitsch, die die gleichnamige Stadt von einem Hügel aus beherrscht. Die noch vorhandenen Mauern der Burg, die seit 1114 urkundlich erwähnt wird, enthalten wohl noch bauliche Reste, die in die Zeit von König Leo zurückreichen. Auch die St. Panteleyon-Kirche, die 1194 von Leos Großvater Roman Mstislawitsch dem Großen gestiftet wurde, geht in Teilen wohl auf die Zeit Leos zurück. Der junge Prinz Leo erhielt dort seine Erziehung zum Feldherren und Regenten und eine vermutlich eher sparsame intellektuelle Ausbildung.

### Heiratspolitik
Leos Vater, König Danil Romanowitsch von Galizien, verfolgte eine nach Westen gerichtete Politik, die sich nicht nur im Anschluss der nationalen Kirche an Rom, sondern auch in der Auswahl der Ehefrau für seinen ältesten Sohn zeigt. Diese Partnerwahl entsprach einer ausgewogenen politischen Strategie, denn durch diese Ehe sollte das neue Königreich sowohl nach Westen, als auch nach Osten durch verwandtschaftliche Beziehungen abgesichert werden. Leo I. wurde daher 1251/52 mit Konstanze Prinzessin von Ungarn (* 1237/1238, † 6. Dezember 1240), einer Tochter von Bela IV. „Venerabilis“, König von Ungarn und Kroatien (1235–1270), Herzog von Steiermark (1254–1258) aus dem Haus der Árpáden vermählt. Durch diese Ehe kam Leo in Schwägerschaft mit einer Reihe bedeutender Herrscher. So etwa mit Stephan V., König von Ungarn und Kroatien (1270–1272), und über dessen Schwestern u. a. auch mit Bolesław V. Herzog von Kleinpolen in Krakau († 1279), Rostislav Michailowitsch Großfürst von Kiew († 1263), Heinrich XIII., Herzog von Bayern, in Niederbayern († 1290) und Boleslaw dem Frommen, Herzog von Großpolen in Kalisch (* nach 1221, † 1279). Auch aus der religiösen – nunmehr römisch-katholischen – Perspektive war dies eine gute Wahl. Dies, da die Heilige Elisabeth von Thüringen (* 1207, † 1231) eine Schwester von Leos Schwiegervater, König Béla IV., war und von dessen Töchtern zwei – Margareta von Ungarn († 1271) und Kunigunde von Ungarn († 1292) – heiliggesprochen und Jolenta-Helena († 1303) seliggesprochen wurden. Selbst seine Ehefrau Konstanze wurde nach der Legende über ihre Schwester Kunigunde nach ihrem Tod in Lemberg als Heilige verehrt. Durch seine Schwiegermutter Maria Laskarina († 1270) ergaben sich gleichfalls wichtige verwandtschaftliche Beziehungen. Sie war eine Tochter von Theodoros I. Laskaris Kaiser von Byzanz im Exil zu Nicäa (1208–1222) und der Anna Angelina, einer Tochter von Alexios III. Kaiser von Byzanz (1195–1203). Leo I. war dadurch u. a. mit Johannes III. Dukas Vatatzes (Batatzes) Kaiser des Byzantinischen Reiches zu Nicäa (1222–1254) und mit Friedrich dem Streitbaren Herzog von Österreich und Herzog von Steiermark († 1246) und über die Angeloi u. a. mit Alexios V. Dukas Murzuphlos der 1204 kurzfristig Kaiser von Byzanz in Konstantinopel war, verschwägert.

### Beziehung zu den Mongolen

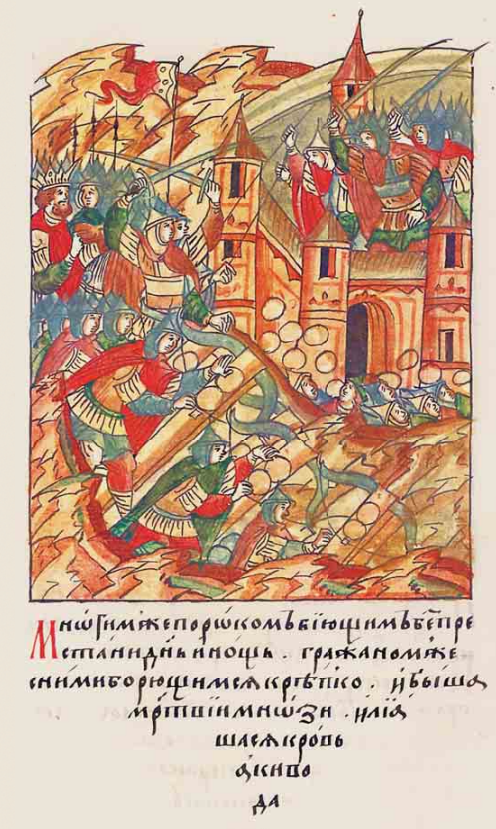
Eroberung von Kiew im Jahre 1240

Das vom Vater Leos auf diesen Verwandtschaftsbeziehungen aufgebaute Konzept zur Absicherung des neuen Königreiches Galizien durch dynastische Ehen wurde jedoch durch den Vorstoß der Mongolen auf die russischen Teilfürstentümer in Frage gestellt, da sich hierdurch eine völlige Änderung der politischen Rahmenbedingung ergab.
Der Mongolensturm war ein Ereignis, das wie die Chronik von Nowgorod festhält, für die Bevölkerung völlig unbegreiflich war, Tod und Entsetzen verbreitete: „Unbekannte Nationen kamen. Niemand wußte woher sie kamen oder welcher Religion sie angehörten. Das weiß nur Gott und vielleicht weise Männer die aus Büchern lernen“.
Bereits Leos Vater, Daniel war mit dieser Bedrohung konfrontiert, denn er hatte 1223 an der Schlacht an der Kalka teilgenommen, in der eine Koalition bestehend aus russischen Fürsten mit Fürsten der Polovzer (Kumanen) von den Mongolen vernichtend geschlagen wurde, worauf sich jedoch die Mongolen überraschend wieder aus Russland zurückzogen.
Die nächste Invasion der Mongolen erfolgte 1237 unter Batu dem Prächtigen (* 1205, † 1255) – der Khan der Goldenen Horde und ein Enkel von Dschingis Khan war – und seinem General Subutai. Leo selbst erlebte als Jugendlicher diesen Feldzug, bei dem zunächst im nordöstlichen Rus Städte wie Susdal, Wladimir und Rjasan erobert und anschließend im südwestlichen Rus Tschernigow, Perejaslaw und im Dezember 1240 Kiew erobert und zerstört wurden. Auch das Fürstentum Halytsch-Wolhynien seines Vaters wurde durch die Mongolen erobert, denen sich König Daniel förmlich unterwerfen musste.
In der Heimat Leos kam es in den Jahren 1254/55 zu einer neuerlichen Konfrontation mit den Mongolen. Ein Streit um die Einhebung von Steuern führte zu tatarischen Plünderungszügen, die von König Daniel und seinem Sohn Leo I. militärisch zurückgeschlagen wurden. König Daniel hoffte nach diesem Erfolg die mongolische Fremdherrschaft abschütteln zu können. Es war ein Versuch, der jedoch mit einem Fiasko endete. Denn In den Jahren 1258/59 zog eine große mongolische Armee unter Burundai und Nogai Khan durch das Reich von König Daniel und zwang ihn, sich nochmals zu unterwerfen, seine eigene Festung Galitsch zu zerstören und der Goldenen Horde Tribut zu zahlen.
Nogai Khan zog von dort weiter zuerst weiter nach Litauen und dann nach Polen. In beiden Fällen wurde der Adel von Galizien unter Führung von König Daniels Bruder Fürst Vasilko Romanowitsch und von seinem Sohn Leo I. von den Mongolen zur Heerfolge und sogar zum Angriff auf die eigenen Städte gezwungen, die sich geweigert hatten, ihre Stadtmauern schleifen.
Teil des Rituals der Herrschaft der Mongolen war die Vorladung der unterworfenen russischen Fürsten in die Hauptstadt der Goldenen Horde in Sarai am Unterlauf der Wolga unweit des heutigen Wolgograd. Sie dienten zur Kontrolle der Machtausübung, wobei diese Besuche für die einzelnen Fürsten, ganz verschieden ausgehen konnten: Mit Anerkennung und Beförderungen, aber auch mit Todesurteilen durch Enthauptung oder Vierteilung.
Im Jahre 1263 wird Leo I. der sich mit seinem Onkel Vasilko im Gefolge seines Vaters, König Daniel befand, als Besucher im tatarischen Heerlager des Khans Burundai erwähnt.
Die Politik von Leo I. gegenüber den Mongolen beruhte auf der Überlegung, dass er angesichts ihrer massiven militärischen Überlegenheit keine Möglichkeit hatte, sie zu bekämpfen, daher versuchen musste, als Fürst durch eine enge Kooperation mit den Mongolen zu überleben und – nach Möglichkeit – dadurch sogar sein Reich zu erweitern. Es gelang Leo I. während seiner Herrschaft enge Beziehungen zum Khan der Goldenen Horde, Nogai Khan, einem Ur-Ur-Enkel von Dschingis Khan herzustellen. Dies allerdings zum Preis der Heerfolge bei mongolischen Feldzügen, selbst gegen die eigenen Verbündeten. So beteiligte er sich u. a. am Angriff von Nogai Khan auf Polen, wo er bis Racibórz in Schlesien vordrang, Gefangene und Beute nach Hause brachte, jedoch kaum territoriale Gewinne erzielen konnte.
Durch die Vernichtung der alten Hauptstädte russischer Macht, die sich lange nicht mehr erholen konnten, erlebten neue Zentren, wie Moskau und Twer deren Fürsten sich – wie die des Königreiches Galizien – mit den Mongolen verbündet hatten, eine gewisse Blütezeit.

### Erweiterung der Herrschaft
Leo hatte nach dem Tod seines Vaters nur den südlichen Teil von dessen Herrschaftsbereich geerbt, da der nordwestliche Teil – mit Stadt Halytsch – an seinen jüngeren Bruder Johann Shvarn und die Fürstentümer Lutsk und Terebovl an seinen Bruder Roman Danilowitsch fielen.
Da die alte Hauptstadt des Fürstentums an seinen jüngeren Bruder gefallen war, musste sich Leo eine neue Hauptstadt suchen. Er wählte daher Lemberg zu seiner Haupt- und Residenzstadt. Diese Stadt war von seinem Vater König Danil Romanowitsch von Galizien gegründet und nach seinem Sohn Leo I. benannt worden, dessen Name auf Ukrainisch: Lev bzw. Lew war, weshalb die Stadt „Lwiw“ benannt wurde.
Leo fühlte sich gegenüber seinem jüngeren Bruder benachteiligt, war daher stets bemüht, seinen Herrschaftsbereich zu erweitern. Dank der Abstützung auf die mongolische Oberherrschaft und durch militärische Erfolge Leos erreichte Leo, dass das historische Fürstentum Galizien-Vokhynien unter seiner Regierung seine größte Ausdehnung erreichte.

#### Kampf um Litauen
Litauen war einer der Schwerpunkte der Bemühungen von Leo I., seine Herrschaft auszuweiten. Grundlage dieser Ambitionen war der Umstand, dass Seine Stiefmutter – die zweite Frau seines Vaters – gewisse Erbansprüche auf die Herrschaft in Litauen hatte. Dies, da sie aus der Dynastie der Großfürsten von Litauen stammte und eine Nichte von Mindaugas I. war, der seit 1238 als Großfürst und von 1253 bis 1263 als König von Litauen regierte. Hinzu kam, dass Leos Bruder, Johann (Svarn/Švarno/Svarnas) Danilowitsch Fürst von Galizien-Wolhynien und Cholm († 1269) seit 1255 mit einer Tochter von Mindaugas I. verheiratet war.
Darüber hinaus gab es in der litauischen Herrscherfamilie einen mörderischen Machtkampf.
König Mindaugas wurde 1263 im Auftrag seines Neffen Tenota ermordet, der im selben Jahr zum Großfürsten von Litauen aufstieg, jedoch 1265 selbst ermordet wurde. Auf ihn folgte als Großfürst dessen Cousin Vaišelga (Vaišvilkas), der einzige Sohn von König Mindaugas, der nach der Tötung der Mörder seines Vaters Mönch geworden war, 1267 nach bloß 2-jähriger Herrschaft resignierte, ins Kloster zurückkehrte und seinen Schwager – den Prinzen Johann/Shvarn Danilowitsch von Galizien – d. h., den Bruder Leos – zum Nachfolger bestimmte, der 1267 tatsächlich als Großfürst von Litauen folgte.
Leo, tief enttäuscht, dass nicht er selbst, sondern sein Bruder zum neuen Großfürsten von Litauen bestimmt worden war, ließ daraufhin den im Kloster lebenden früheren Großfürsten Vaišelga ermorden.
Nach nur zwei Jahren wurde jedoch sein Bruder Johann / Shwarn 1269 als Großfürst von Litauen gestürzt und vertrieben, worauf ein rivalisierender litauischer Magnat namens Traidenis/Trojden († um 1282) im Jahre 1270 die Macht ergriff und Großfürst von Litauen wurde.
Trotz seiner Niederlage im Kampf um die Kontrolle Litauens gab Leo seine diesbezüglichen Ambitionen nicht auf, wodurch es in den Jahren 1274 bis 1276 zu einem zweijährigen Krieg zwischen Leo I. und Traidenis/Troiden, dem Großfürsten von Litauen (1270–1282) kam, wobei sich Leo auch auf die Tatsache stützte, dass Traidenis die Taufe abgelehnt hatte und daher bekennender Heide war. In diesem Krieg unterlag jedoch König Leo I. und verlor dadurch das Gebiet von Schwarzruthenien, eine historische Landschaft im Südwesten des heutigen Belarus mit der Stadt Navahradak, das von Litauen annektiert wurde.

#### Krieg gegen Polen
Später richtete Leo seine Aufmerksamkeit wieder nach Westen, verbündete sich mit Wenzel II., König von Böhmen (1278–1305), und unternahm gemeinsam mit diesem einen Kriegszug nach Polen, das in rivalisierende Fürstentümer gespalten war. Dieser Feldzug erwies sich für Leo als wenig erfolgreich, da das eigentliche Ziel, die Eroberung der Stadt Krakau verfehlt wurde.
Im Jahre 1292 führte Leo I. neuerlich Krieg gegen Polen und konnte nach militärischen Erfolgen die etwa 180 Kilometer nordwestlich seiner Hauptstadt Lemberg gelegene Stadt Lublin (heute die Hauptstadt der gleichnamigen Woiwodschaft im Osten Polens) und die an das Fürstentum Galizien-Wolhynien angrenzenden polnischen Gebieten erobern und annektieren.

#### Krieg gegen Ungarn

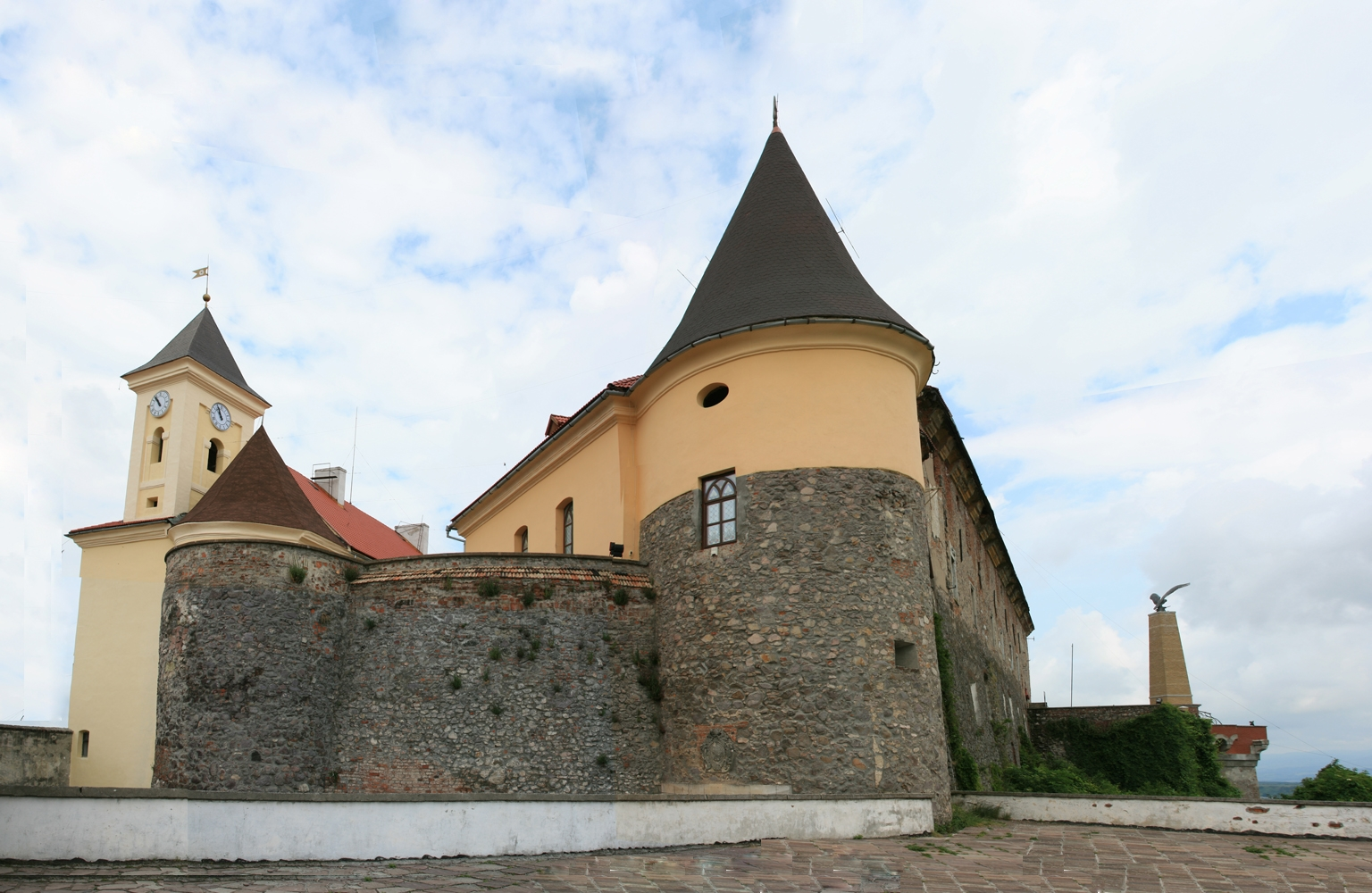
Die Burg von Munkatsch

Leo unternahm auch einen Angriff auf Ungarn, wobei es ihm nach einem militärischen Erfolg gelang, vorübergehend Transkarpatien und die Stadt Munkatsch (ukrainisch Мукачеве), heute in der westukrainischen Oblast Transkarpatien zu erobern.

### Laufbahn als Fürst
Leo durchlief gemäß der gängigen Praxis der Dynastie der Rurikiden eine fürstliche „Laufbahn“, die folgende Etappen umfasste:

#### Fürst von Bels (1245–1264)
Zu Beginn seiner Laufbahn als regierender Fürst wurde er Fürst (Knyaz) von Bels. Es war dies ein 1170 im Zuge einer territorialen Aufteilung entstandenes eigenständiges ruthenisches Fürstentum, das 1233 durch Leos Vater Danil Romanowitsch von Galizien in das Fürstentum Galizien-Wolhynien eingegliedert worden war. Das Territorium dieses Fürstentums würde heute teils im Westen der heutigen Ukraine, teils im östlichen Polen liegen.

#### Fürst von Halytsch-Wolodymyr und von Przemyśl (1264–1301)
Im Jahre 1264 folgte Leo auf seinen Vater im südlichen Teil des Fürstentums von Halytsch-Wolodymyr mit der Stadt Lemberg und als Fürst von Przemyśl.
Das Fürstentum Halitsch-Wolodymyr wurde unter den Söhnen von König Daniel geteilt, wobei der nordwestliche Teil des Fürstentums an seinen Bruder Shvarn fiel und Roman die Fürstentümer Lutsk und Terebovl erhielt.
Nachdem Leo 1269 seinen Bruder Shvarn beerbt hatte umfasste sein Herrschaftsbereich die heutigen historischen Landschaften Galizien, Wolhynien, Podlachien, Polesien und Podolien und war daher einer der mächtigsten ostslawischen Staaten zwischen dem späten 12. Jahrhundert und dem frühen 14. Jahrhundert.
Das historische Fürstentum Przemyśl lag im Gebiet der heutigen Woiwodschaft Karpatenvorland im äußersten Südosten Polens am Fluss San an der Grenze zur Ukraine und war von 1085 bis 1269 ein eigenständiges russisches Teilfürstentum. Als Folge der Mongolischen Invasion der Rus wurde es später von Polen annektiert.

#### König von Galizien (1264/69–1301)

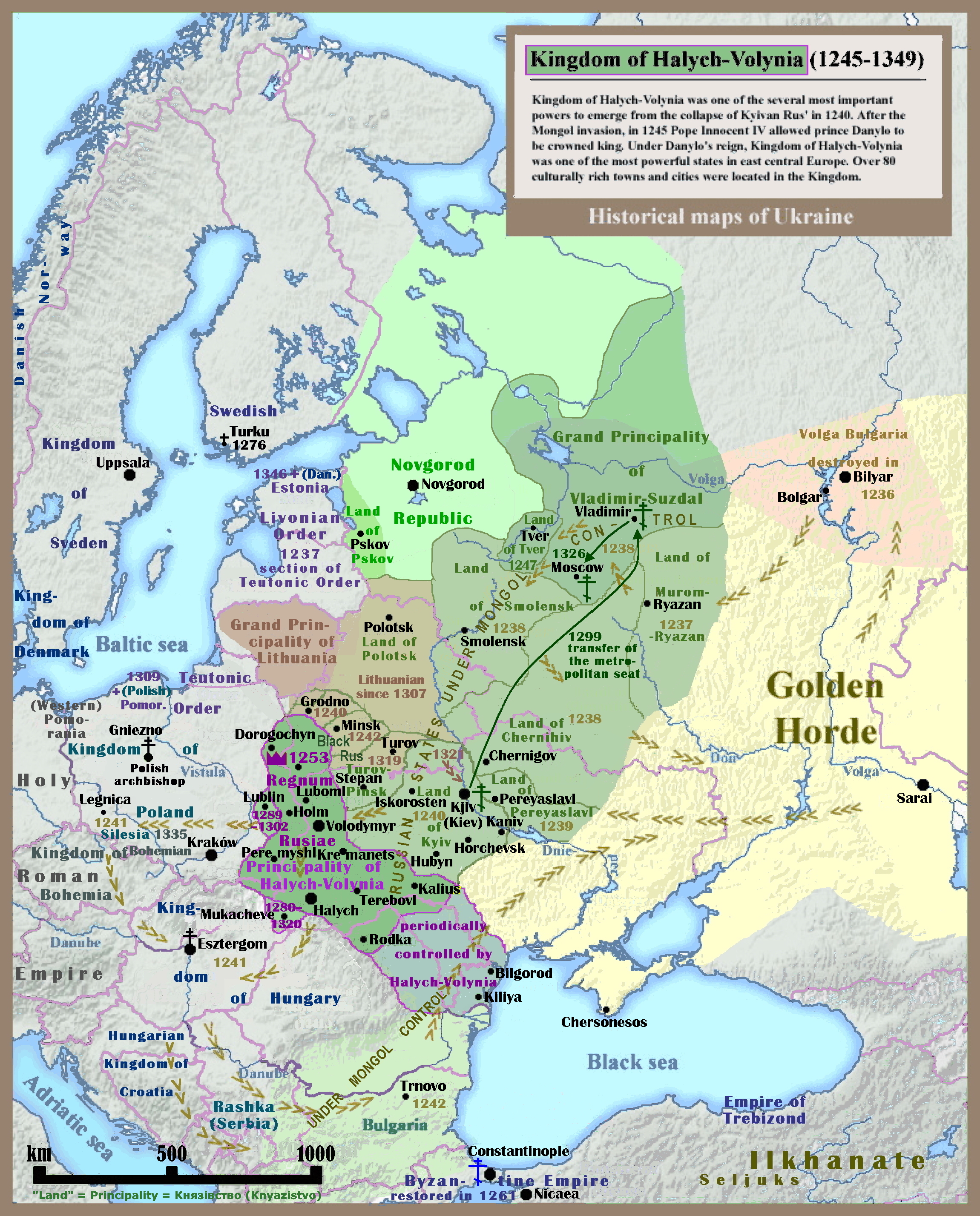
Das Königreich Galizien-Wolodymyr 1245–1349

Leos Vater Daniel Romanowitsch hatte durch Unterstellung der Kirche seiner Erbländer unter die Autorität des Papstes 1253 die königliche Würde erlangt. Nicht ganz geklärt ist, wer nach seinem Tod den Königstitel erbte, da manche Quellen Leo als direkten Nachfolger sehen, andere jedoch ihn erst 1269 als König sehen, wobei unklar ist, ob zwischenzeitlich sein Onkel Vasilko Romanowitsch oder sein Bruder Johan / Shvarn Danilowitsch – die beide 1269 starben – den Königstitel trugen.

#### Großfürst von Kiew (1271–1301)
Im Jahre 1271 stieg Leo I. als Senior seines Hauses zum Großfürsten von Kiew auf, was jedoch primär ein Ehrentitel war und nur einen geringen Machtzuwachs bedeutete, da Kiew von den Mongolen zerstört und die umliegenden Landstriche von ihnen leergeplündert und verwüstet waren.
Leo I. starb im Jahre 1301 und hinterließ sein Reich seinem Sohn, Juri I. Lewowitsch, der 1301 als König von Galizien nachfolgte.

## Ehe und Nachkommen
Leo I. heiratete 1251/52 Konstanze von Ungarn, eine Tochter von Béla IV., König von Ungarn (1237–1270), und der Maria Laskarina (* 1206, † 1270), einer Tochter des Theodoros I. Laskaris, Kaiser von Byzanz im Exil zu Nicäa (1208–1222).
Nachkommen
1. Juri I. Lewowitsch, König der Rus (1301–1308) (* 1251/52, † 24. April 1308) ⚭ I. 1282 Jaroslavna Prinzessin von Twer, eine Tochter von Jaroslaw III. Jaroslawitsch († 1272), Großfürst von Twer und Wladimir, ⚭ II. vor 1300 Eufemia von Kujawien (aus dem Haus der Piasten, † 18. März 1308), eine Tochter von Kasimir I. Fürst von Kujawien etc. († 1267) und der Euphrosine Herzogin von Schlesien-Oppeln.[21] Seine Söhne starben unvermählt. Dauernde Nachkommenschaft hatte er nur durch die Töchter aus seiner 2. Ehe:
  1. Maria Jurjewna von Galizien (* v. 1293, † 11. Jänner 1341) ⚭ vor 1310 Trojden von Masowien, Fürst von Socharozev u. Czersk, aus dem Haus der Piasten († 13. März 1341). Zu den Nachkommen zählt u. a. Cimburgis von Masowien (* 1394/97, † 1429), die als Gemahlin von Ernst dem Eisernen (* 1377, † 1424) Herzog von Österreich in Innerösterreich zur Stammmutter der späteren Habsburger wurde.[22]
  2. Anastasia Jurjewna von Galizien ⚭ 1320 Alexander Michailowitsch, Großfürst von Wladimir und Großfürst von Twer[23] († 29. Oktober 1339 in Sarai, der Hauptstadt der Goldenen Horde, gevierteilt durch die Mongolen)
2. Swjatoslawa Lewowna, Nonne zu Sta Klara in Soncz, † 1302
3. Anastasia Lewowna († 12. März 1335), ⚭ vor 1301 ihren Schwager Ziemovit von Kujawien Fürst von Dobrzyn (* 1262/67, † 1309/14) aus dem Haus der Piasten († 1309/14) (vier Söhne ohne Nachkommenschaft)